# چناران
چِناران مرکز شهرستان چناران و از شهرهای استان خراسان رضوی می‌باشد که در فاصله ۴۰ کیلومتری شمال غربی مشهد و ۱۰ کیلومتری شهرستان گلبهار واقع شده است. این شهر و شهرستان میان کوه‌های بینالود و در شمال شرق ایران و در استان خراسان رضوی قراردارد.

## پیشینه
نام این ناحیه در گذشته‌های بسیار دور «رادکان» بوده و سپس «ارداک» خوانده شده و ظاهراً از سال ۱۳۳۸ هـ. ش، به چناران تبدیل یافته و مرکز آن رادکان تعیین شده است. از آن‌جا که در دوران پیش از اسلام و هم چنین سده‌های نخست اسلامی «رادکان» بسیار آباد و پررونق بوده و یکی از شهرهای چهارگانه توس به‌شمار می‌رفته و مردانی جوانمرد، نیک‌اندیش و شجاع داشته است، آن را «رادکان» به معنی جایگاه جوانمرد خوانده‌اند. واژه «ارداک» نیز دارای معانی گوناگونی چون مکان مردان بزرگ، قرارگاه سپاهیان و نیز نام شخصی خاص است. بنای ارداک (چناران) را به اردا، موبد اردشیر بابکان، که پارسیان او را پیامبر دانسته‌اند و پدرش ویراف بوده نسبت می‌دهند. شاید این موبد، موکل آتشکده این ناحیه بوده و به همین جهت به آن ارداک گفته‌اند.
چناران به شکل جدید در دههٔ ۱۳۳۰ پس از ساخته شدن کارخانه قند چناران و بر گرد آن شکل گرفت. پیش از آن، ناحیه چناران بیشتر به نام رادکان شناخته می‌شد. رادکان که یکی از قریه‌های توس قدیم بوده امروزه بخشی از شهرستان چناران است. نام این شهرستان بر گرفته شده از دو درخت چنار بزرگ که در ورودی روستای حاج نصیر بوده است (که هم‌اکنون نام محله‌ای در این شهرستان است) می‌باشد.
به علت وجود کارخانه قند در چناران روستای رادکان کنونی که در آن زمان قرار بود شهرستان شود نشد و شهر به چناران رسید.

## جغرافیا
آب و هوای آن در تابستان گرم و در زمستان سرد می‌باشد.
همچنین آب و هوای آن در فصل بهار اغلب بسیار بارانی و همراه با باد شدید می‌باشد.
با توجه به فاصله نسبتاً نزدیک تا مشهد به عنوان ییلاقات مشهد شناخته می‌شود.

## مردم‌شناسی
تنوع گونه‌های قومی ساکن در این شهرستان شامل بیشتر جمعیت ترک ها، فارس، کرمانج و خاوری می‌باشد.

## جمعیت
بر پایه سرشماری عمومی نفوس و مسکن در سال ۱۳۹۵ جمعیت این شهر ۵۳٬۸۷۹ نفر (در ۱۵٬۶۰۹ خانوار) بوده است.

## موقعیت
چناران در محور شمال به کلانشهر مشهد قرار دارد و از جاده ۲۲ یا بزرگراه آسیایی می‌توان به این شهر وارد شد. با تکمیل متروی مشهد، گلبهار، چناران و تکمیل آزادراه مشهد-چناران، دسترسی‌های این سه شهرستان به یکدیگر آسانتر می‌شود.

## اقتصاد
از محصولات عمده کشاورزی این شهرستان سیب، گندم، چغندر، گوجه فرنگی و ذرت را می‌توان نام برد.
شهرک صنعتی چناران که در سمت جنوبی شهر و فاصله ۵کیلومتری قرار دارد یکی از قطبهای صنعتی استان خراسان رضوی می‌باشد و دارای تعداد بسیار زیادی کارخانه که اکثراً تولیدشان مواد غذایی و صنایع بسته‌بندی می‌باشد فعالیت دارند. اصولاً اقتصادچناران متکی به کشاورزی است چون ۶۰٪شاغلان چناران دربخش کشاورزی مشغول بکاربوده وسهم صنعت حدود۲۵٪ازکل شاغلان می‌باشد هرچندبااحداث شهرک صنعتی درجنوب آن برتعدادشاغلان این بخش افزوده شده وبقیه شاغلان، (۱۵٪)دربخش خدمات مشغول بکارهستند.
از جمله مهم‌ترین کارخانه‌ها:
1. شرکت عالیس
2. شرکت سیرنگ
3. شرکت رُب امیننت
4. شرکت فراورده‌های خوراکی سیمرغ
5. شرکت فراورده‌های خوراکی تی تی کا(TTK)

## روستاها

روستای دلمه

از روستاهای چناران می‌توان به بهمن جان علیا (روستای کردنشین در شمال غربی چناران که در فاصله ۳۵ کیلومتری چناران قرار دارد، این روستا دارای باغ‌های انبوه گیلاس بوده و دارای رودخانه‌ای دائمی از سرشاخه‌های رود کشف رود می‌باشد. خیراباد، گلمکان، اخلمد، کاهو و فریزی که با توجه به فاصله نسبتاً نزدیک تا مشهد به عنوان ییلاقات مشهد شناخته می‌شود.
روستاهای نظیر گهوه خالصه، حکیم آباد، بقمچ، اندیشش، شترپا و چمبر غربال، کبیر و (زندان لاجوردی) از روستاهای هم مسیر رشته کوه‌های هزار مسجد می‌باشد. نزدیک‌ترین روستا به این شهرستان روستای زناقل سرک، خرم‌آباد و (حسین‌آباد) است. خرابه‌های شهرمنیجان منسوب به منیژه دخترافراسیاب که یکی از قدیمی‌ترین آثار تاریخی چناران و خراسان حتی کشور است. درحاشیه شمالی این روستا قرار دارد، این روستا دارای قناتی تاریخی وزیباست که قدمت آن به دوره صفویه می‌رسد و در اکثر اوقات سال دارای آب گوارایی است، منطقه تفریحی چشمهٔ دژنوه، درکوه‌های جنوب روستا و در دره ای به همین نام و در فاصله ۴ کیلومتری روستا قرار دارد، و از دیگر آثار تاریخی آن می‌توان به قلعه یالان تش خان، خانه دختره (قلعه ای کوهستانی، در جنوب غرب روستا) اشاره نمود، سردار شهید سپاه اسلام حسین خوشرو، ازفرماندهان ۸سال دفاع مقدس متولد شده این روستاست.

## امکانات
پمپ بنزین و گاز، مهمان‌پذیر، پارک ملت، سایر امکانات شهری
پوشش شبکه‌های ارتباطی تلفن و اینترنت
شبکه گاز شهری
از لحاظ سیستم شبکه آب شرب شهری دارای ده هزار انشعاب آب خانگی می‌باشد.

## دانشگاه‌ها
1. دانشگاه پیام نور واحد چناران[۵]
2. دانشگاه علمی و کاربردی
3. دانشگاه علمی کاربردی عالیس
4. مجتمع آموزشی امام رضا «دبیرستان»
5. دبیرستان شاهد امام حسین